# Пам'ятники Винник
Список пам'ятників в містечку Винники на Львівщині:
| Назва                       | Рік встановлення | Розташування                                              | Фото | Короткі відомості |
| Пам'ятник Тарасові Шевченку | 1913             | В міському парку по вулиці Шевченка                       |      | Пам'ятник являє собою погруддя на п'єдесталі. Споруджений в 1913 році на відзначення 100-ліття з дня народження поета. |
| Пам'ятник воїнам УГА        | 1922             | Знаходиться на старому міському цвинтарі.                 |      | Це перший на українських землях скульптурний пам'ятник воїнам УГА. У стрілецькій могилі похоронені тіла п'ятнадцятьох стрільців і чотаря Ганкевича.                                                                        |
| Пам'ятник Іванові Франку    | 1956             | Знаходиться перед корпусом СЗШ № 47 по вул. Галицькій.    |      | Пам'ятник встановлений у серпні 1956 р. на вулиці Шевченка. За наказом директора тютюнової фабрики Лариси Вербицької у 1973 р. розвалено і заховано (у складське приміщення фабрики) пам'ятник. Повторно відкритий 1978 р. |
| Пам'ятник Іванові Огієнку   | 2010             | Знаходиться на вул. Галицькій (біля ресторану «Гетьман»). |      | Поблизу пам'ятника, у червні 1997 р., встановлено пам'ятний знак, на якому викарбувано: «Тут стояла хата, у якій у 1922–1924 рр. жив з родиною Іван Огієнко — великий син українського народу»                             |